# Vela (Dolj)
Vela é uma comuna romena localizada no distrito de Dolj, na região de Oltênia. A comuna possui uma área de 66.19 km² e sua população era de 2095 habitantes segundo o censo de 2007.